# 杜の都のウンポポ
杜の都のウンポポ（もりのみやこのウンポポ Mori no miyako no unpopo）は、仙台を中心として活動を行っているチーム仙台活性化の公式マスコットキャラクター。もともとは佐藤貴繁が北海道大学薬学部に在籍中、実験ノートにいたずら書きしていたキャラクターであった。ウンポポは宮城県の活性化を目的として活動しているが、宮城県の非公式キャラクターである。またチーム仙台活性化が本キャラクターの登録商標の版権を保有している（商願2010-67466  デザインは笹矢響子による監修 ）。東北地方太平洋沖地震後は、復興キャラクターとしての活動も開始した。また、最終的には、国際交流を基とした世界平和への寄与を目的とし活動している。

## 特徴
杜の都のウンポポ（通称：ウンポポ君）は、「楽しむ力は世界を救う！」というコンセプトを元に、地域活性の目的で活動しているキャラクターである。幅広い年齢層の方に、様々な活動を楽しみながら知ってもらう事が、ウンポポ君キャラクターの目的であり、主な活動は、文化や食の周知、イベントの広報などである。「ウンポポ君マーク」が入った商品も存在しているが、地域活性や福祉活動など、社会貢献度の高い事が「ウンポポ君マーク」を使用できる基準となっている。（詳細は「ウンポポ君マーク入り商品」の項を参照）また宮城県を中心として活動を行っているが、他県においても積極的に活動を行っている。なお初代ウンポポの誕生日は、商標登録日にあやかり、12月24日となっている。

## ウンポポ君が関わるプロジェクトの理念
ウンポポ君が関わるプロジェクトのテーマは『KIZUNA 〜 生きる喜びを共に分かち合える社会へ 〜』である。ウンポポ君が関わるプロジェクトでは、関わる者が喜びを共有出来る場が形成されることを目指す。ウンポポ君の象徴は例えるのであれば、「キャンプファイヤー」。そこには、熱き思いを持った人々が集まり、語り合う。ウンポポ君は、人と人、想いと想いを繋げる潤滑油となり、そして社会を変える大きな原動力を生み出して行くことを目指す。　

## 名前の由来
ウンポポ＝UNPOPOは「Unity(調和)」、「Nature (自然)」、「Peace(平和)」、「Obeisance(敬意)」、「Persistence(持続性)」、「Outreach(奉仕)」の頭文字より名付けられた。

## ウンポポ君の秘密
ウンポポ君の着ぐるみの中には、「杜野宮夫（もりのみやお）」というおじさんが入っている設定となっている。これは、ウンポポ君の初期の名刺において、「mori no miyako」とすべきところを、綴りの誤りにより「mori no miyao」（「k」が不足）としてしまったことによる。また、頭に生えている３本の毛は、世界を救う情報をキャッチするためのアンテナとしての機能を有しており、それぞれ「愛・笑・楽」を担当している。

## 歴史
- 2001年、北海道大学構内の実習室で誕生（佐藤貴繁による作製）
- 2005年、実習中に第2次小ブーム発生
- 2006年、活動拠点を宮城へ移動
- 2007年～ずんだ餅の食べ過ぎで、初代ウンポポ君のアンテナと足が緑に変化
- 2010年6月、東北薬科大学の球技大会でミニデビュー
- 2010年7月、「夢カフェ」のキャラクター兼任
- 2010年7月、編みぐるみ人形が登場 （永福菜美による監修 ）
- 2010年8月、酒粕石鹸で公式デビュー
- 2010年9月、酒蔵勝山の酒粕石鹸のキャラクターに採用
- 2010年12月、since1996吟趣康会の「十三の酒」ラベルに「月とウンポポ」採用

　　　　　さらに仙台放送の取材を受ける （2010年07月10日作製）
- 2011年3月、東日本大震災チャリティーTシャツの販売開始
- 2011年6月、地域応援型ウンポポステッカーの販売開始
- 2011年7月、福祉施設パルいずみ制作の編みぐるみウンポポ君ストラップの販売開始
- 2011年9月、穴原温泉（奥飯坂・飯坂温泉）吉川屋に温泉ウンポポ君が登場[3]
- 2011年11月、編みぐるみウンポポ君ストラップがイタリアに輸出される。
- 2012年2月、編みぐるみウンポポ君ストラップがオランダに輸出される。
- 2012年3月、福島ひまわり里親プロジェクトを応援する「ひまわりウンポポ」（略称：ひまぽぽ）が誕生する[4]。
- 2012年6月、福島を応援するマスコットひまポポプロジェクトが開始される[5]。
- 2012年8月、仙台の漢方薬局、運龍堂に龍ウンポポ君が誕生[6]。
- 2012年12月、iPhone向けアプリウンポポ君が登場[7]。
- 2013年5月、仙台の漢方薬局 運龍堂のキャラクターである龍ウンポポ君の売り上げの一部が、カンボジアをはじめとした途上国の未来を支援する団体であるシーセフ（代表理事は、大久保秀夫）へ寄付される事が開始[8]。
- 2014年7月、ウンポポ株式会社が創立される[9]。
- 2015年5月、ラインアプリのウンポポスタンプが公開となる[10]。

## ウンポポ君マーク入り商品
下記の基準を満たす商品に対して、ウンポポ君マークを使用する事が可能となる。使用にあたっては、チーム仙台活性化を含むウンポポ評議委員会の承認が必要となる。
- 東北（主に宮城県）で誕生した商品であること。
- 社会貢献度の高い商品であること。
- 一番大切な人に自信をもって勧められる商品であること。
- 作り手の理念が共感できる商品であること。

これまでに発売されたウンポポ君マーク入り商品は、
- いぎなり手造り　伊達酒粕石鹸 ～仙台伊達家御用蔵勝山～
- SENDAI光のページェントシンボルツリーストラップ（ストラップのデザインは小野寺千江子による監修）

## 編みぐるみウンポポの管理体制
2010年より販売が開始されている編みぐるみウンポポは、永福菜美と福祉施設パルいずみによって、全て手作りで作成されている。そのため一体ずつ表情が異なり、販売前に全ての編みぐるみウンポポの撮影が行われ、写真が管理されている。さらに万が一の模倣品の出現に備えて、本物の編みぐるみウンポポを見分けるための方法が編みぐるみの中に仕組まれているが、その方法については、公開されていない。